# Chironius fuscus
Chironius fuscus är en ormart som beskrevs av Carl von Linné 1758. Chironius fuscus ingår i släktet Chironius och familjen snokar.
Arten förekommer från södra Colombia, södra Venezuela och Ecuador till centrala och östra Brasilien, östra Peru, norra Bolivia och regionen Guyana.  Honor lägger ägg.

## Underarter
Arten delas in i följande underarter:
- C. f. leucometapus
- C. f. fuscus